# فيفيان داندريدغ
فيفيان داندريدغ (بالإنجليزية: Vivian Dandridge)‏ هي مغنية وممثلة أمريكية، ولدت في 22 أبريل 1921 في كليفلاند في الولايات المتحدة، وتوفيت في 21 أكتوبر 1991 في سياتل في الولايات المتحدة بسبب سكتة دماغية.

## وصلات خارجية
- فيفيان داندريدغ على موقع IMDb (الإنجليزية)
- فيفيان داندريدغ على موقع ميوزك برينز (الإنجليزية)
- فيفيان داندريدغ على موقع قاعدة بيانات برودواي على الإنترنت (الإنجليزية)
- فيفيان داندريدغ على موقع ديسكوغز (الإنجليزية)
- فيفيان داندريدغ على موقع قاعدة بيانات الفيلم (الإنجليزية)